# Tour de France (chanson)
Pour les articles homonymes, voir Tour de France (homonymie).
Singles de Kraftwerk
Computer Love
(1981) Musique Non-Stop
(1986)
Tour de France est une chanson du groupe allemand de pop électronique Kraftwerk sortie en single, dans sa première version, en août 1983.

## Histoire de la chanson
La chanson est un hommage à la célèbre course cycliste le Tour de France, les membres du groupe, notamment Ralf Hütter et Florian Schneider, étant férus de cyclisme,.
Elle a été enregistrée en allemand et en français. Si la  version allemande apparaît en face A du single commercialisé dans le pays d'origine du groupe, c'est la version française qui est mise en vedette dans les autres pays et qui est la plus connue. À noter que sur l'édition allemande, tous les textes sont écrits en français, y compris les mentions "version allemande" et "version française".
Le thème musical est développé à partir d'un fragment de mélodie emprunté à la Sonate pour flûte et piano du compositeur allemand Paul Hindemith,.
La chanson se base sur une rythmique prononcée et soutenue intégrant des sonorités qui évoquent la mécanique du vélo, des pédaliers et la respiration du coureur cycliste en plein effort,.
Le single est sorti une première fois en août 1983, puis une seconde fois en 1984 avec une nouvelle version où certaines sonorités sont subtilement remodelées, notamment les percussions électroniques. La version de 1984 est accompagnée d'un remix de celle-ci par François Kevorkian. Tour de France devait à l'origine figurer dans un album intitulé Techno Pop. Le projet est retardé et profondément remanié, et ce n'est qu'en 1986 que l'album est publié sous le titre Electric Café, dans lequel ne figure pas la chanson Tour de France, déjà publiée en maxi-45 Tours. Tour de France est un succès commercial dans plusieurs pays.  
Kraftwerk procède quinze ans plus tard au remastering de Tour de France. Le single est alors labellisé "Digital remaster" et édité pour la première fois en CD en 1999. Le CD contient une sélection de versions de 1983 et 1984 : la version courte de 1983 (sous titrée "Radio version"), la version longue de 1984 ("Kling Klang  analog mix") et le remix de Kevorkian ("Remix François K."). Toutes ces versions sont en français. Le CD contient également une partie multimédia où est visible le vidéo-clip à base de films d'archives de l'épreuve cycliste, en version courte de 1984, chantée en allemand cette fois. Un maxi-45 Tours, contenant les deux versions longues du CD, est également réédité. La pochette du single, basée sur un timbre de la poste hongroise de 1953, subit en 1999 une légère modification : les visages sur le dessin des quatre cyclistes ne sont plus reconnaissables pour les deux membres qui entre-temps ont quitté le groupe (Wolfgang Flür en 1987 et Karl Bartos en 1990). 
En 2003, Kraftwerk saisit l'occasion de la célébration du centenaire du Tour de France pour préparer un album entier consacré à ce thème. La chanson Tour de France est pour l'occasion ré-enregistrée, dans une nouvelle version faite dans l'esprit de The Mix, mais qui reste cependant assez fidèle aux originales. Elle est placée à la fin de l'album qui s'intitule Tour de France Soundtracks. La pochette de ce dernier est pratiquement identique à celle de la réédition du single en 1999, au détail près de l'inscription du titre et des textes associés à chaque contenu, bien entendu. Sur ce nouvel album figurent une suite de nouveaux morceaux portant le titre Tour de France (Tour de France Étape 1, Tour de France Étape 2, Tour de France Étape 3), avec des sons, rythmes, mélodies et textes différents du Tour de France original. Ils ne doivent donc pas être confondus. Ce sont des mixages de ces nouveaux morceaux qui se trouvent sur le single Tour de France 2003 sorti en juillet 2003 au moment où se déroulait la course tandis que l'album était en cours de finition. Tour de France 2003 rencontre également le succès.
En 2009, lors de la sortie du Catalogue, qui voit la réédition des albums officiels de Kraftwerk, remastérisés, Tour de France Soundtracks est renommé Tour de France. 

## Classements hebdomadaires
Tour de France
| Classement (1983-1984)            | Meilleure place |
| --------------------------------- | --------------- |
| Allemagne (GfK Entertainment)     | 47              |
| Australie (Kent Music Report)     | 60              |
| États-Unis (Hot Dance Club Songs) | 4               |
| Irlande (IRMA)                    | 20              |
| Nouvelle-Zélande (RMNZ)           | 24              |
| Royaume-Uni (UK Singles Chart)    | 22              |
| Suède (Sverigetopplistan)         | 6               |

Tour de France 2003
| Classement (2003)                  | Meilleure place |
| ---------------------------------- | --------------- |
| Allemagne (GfK Entertainment)      | 50              |
| Danemark (Tracklisten)             | 9               |
| Écosse (OCC)                       | 23              |
| Espagne (PROMUSICAE)               | 4               |
| Finlande (Suomen virallinen lista) | 18              |
| Italie (FIMI)                      | 36              |
| Royaume-Uni (UK Singles Chart)     | 20              |
| Suède (Sverigetopplistan)          | 21              |